# Pericharax
Pericharax é um gênero de esponja marinha da família Leucettidae.

## Espécies
- Pericharax canaliculata Burton & Rao, 1932
- Pericharax heteroraphis Poléjaeff, 1883
- Pericharax homoraphis Poléjaeff, 1883
- Pericharax pyriformis Burton, 1932